# NGC 1031
NGC 1031 est une vaste galaxie spirale barrée située dans la constellation de l'Horloge. NGC 1031 a été découverte par l'astronome britannique John Herschel en 1836.

## Caractéristiques
Sa vitesse par rapport au fond diffus cosmologique est de 5 508 ± 24 km/s, ce qui correspond à une distance de Hubble de 81,2 ± 5,7 Mpc (∼265 millions d'al).

## Groupe d'ESO 154-10
La galaxie NGC 1031 fait partie du trio de galaxies d'ESO 154-10. L'autre galaxie du trio est NGC 1136.